# بالندورف
بالندورف (به آلمانی: Ballendorf) یک شهر در آلمان است که در الب-دانو-کریس واقع شده‌است. بالندورف ۶۵۴ نفر جمعیت دارد.